# Herbert von Karajan
Herbert von Karajan, född 5 april 1908 i Salzburg, Österrike-Ungern, död 16 juli 1989 i Anif utanför Salzburg, Österrike, var en österrikisk dirigent och operaregissör av grekisk–makedonisk börd. Vissa källor hävdar att släkten kom från en valakisk familj i Makedonien. Karajans farfars farfar hette Georg Johann Karajoannes, och upphöjdes i adligt stånd av hertig Fredrik August I av Sachsen. Hans farfars far var Theodor von Karajan.
Karajan betraktas som en av sin tids stora uttolkare av den senromantiska musiken, inte minst kompositörer som Johannes Brahms, Anton Bruckner, Pjotr Tjajkovskij, Giuseppe Verdi, Richard Strauss och Jean Sibelius. Hans tolkningar av wienklassicismens tonsättare, till exempel Mozart och Ludwig van Beethoven, är mer omdiskuterade. Karajans mjukt strömlinjeformade tolkningsideal, som är fullvärdiga tolkningar i sig, har man på många håll frångått till förmån för mera "tidstrogna" tolkningar.
Han debuterade som dirigent 1929 vid Städtisches Theater i Ulm i Tyskland. 1937 gjorde han sin dirigentdebut i Wien vid Wiener Staatsoper. 1947–1960 ledde han Wiener Symphoniker. 1954 utsågs von Karajan till chefsdirigent på livstid vid Berliner Philharmoniker och sedan följde slag i slag nya uppdrag, som han skötte samtidigt. 
Herbert von Karajan ådrog sig kritik på grund av sitt medlemskap i Nationalsocialistiska tyska arbetarepartiet där han redan 1933 antogs med medlemsnummer 1607525. En rad kända judiska musiker vägrade spela med honom efter kriget. Frågan om han gick med av ideologisk övertygelse eller för att främja sin karriär har aldrig blivit klarlagd.

## Eftermäle
Asteroiden 6973 Karajan är uppkallad efter Herbert von Karajan.

## Skivinspelningar
Det var EMI-koncernen som genom sin producent Walter Legge år 1946 först lyckades kontraktera Karajan. Inom EMI-koncernen stannade han till 1960. Även senare gjorde han emellertid enstaka inspelningar för EMI. Inför Karajan-jubileet år 2008 gav EMI ut The Complete EMI Recordings i två boxar. Box 1 innehåller orkesterverk och omfattar 88 CD-skivor. Box 2 innehåller opera och vokalverk och omfattar 72 CD.
År 1959 kontrakterades Karajan vid Deutsche Grammophon, som han i princip förblev trogen intill sin död. Hans kompletta inspelningar för Deutsche Grammophon finns utgivna i Japan och omfattar 240 CD. Denna utgåva håller nu på att ges ut i Europa, fördelad på minst tre boxar. Karajan 60s utkom 2012 och Karajan 70s utkom 2013. De omfattar 82 CD vardera.

### Diskografi (urval)
- Wolfgang Amadeus Mozart: Hornkonserter, solist: Dennis Brain, EMI 1953
- Ludwig van Beethoven: Fem kompletta symfonicykler: (1) Med Philharmonia Orchestra, EMI 1951–55; (2–4) Med Berliner Philharmoniker, DG 1961–62, 1975–77 och 1982–85 (den sistnämnda digital); (5) DVD-inspelningar 1980-tal på Télémondial / Sony Classics.
- Johannes Brahms: Symfonier nr 1, 2 och 4 på EMI 1952–55. Tre kompletta symfonicykler på DG: 1964, 1978 och 1985–88, den sistnämnda digital.
- Johann Strauss d.y., m.fl.: Nyårskonserten från Wien, DG 1987.
- Pjotr Tjajkovskij: Karajan gjorde endast en komplett cykel med Tjajkovskij-symfonier. Den finns på DG och är inspelad 1976–1979. Av symfonierna 4–6 finns både tidigare och senare inspelningar. De sista inspelningarna av Tjajkovskij-symfonier gjordes år 1984 på DG (symfonier 4–6).
- Anton Bruckner: Symfonier, DG 1975–81.
- Giuseppe Verdi: Falstaff med Tito Gobbi i titelrollen, EMI 1956. Otello med Mirella Freni och Jon Vickers, DG 1973 (DVD).
- Richard Wagner: Nibelungens ring, DG 1966–70. Mästersångarna i Nürnberg med Staatskapelle Dresden, EMI 1970. Parsifal med Peter Hofmann i titelrollen, DG 1980.
- Richard Strauss: Ariadne på Naxos med bl.a. Elisabeth Schwarzkopf, Irmgard Seefried och Rita Streich, EMI 1954. Rosenkavaljeren med bl.a. Elisabeth Schwarzkopf och Christa Ludwig, EMI 1956. Den sistnämnda var en av de första stereoinspelningarna. Also sprach Zarathustra, DG 1974. Eine Alpensinfonie, DG 1981. Metamorphosen för 21 solostråkar, DG 1983.
- Gustav Mahler: Symfoni nr 9, DG 1982.
- Jean Sibelius: Symfonier nr 2, 4, 5, 6 och 7, EMI 1952–60. Symfonier 4–7, DG 1973. Symfonier 1, 4, 5 och 6, EMI 1976–81. (Karajan spelade aldrig in Sibelius 3:e symfoni.)